# Cité scolaire Georges-de-La-Tour
La cité scolaire Georges-de-La-Tour  est un établissement scolaire situé dans le quartier impérial de la ville de Metz en Moselle. Il comprend un collège et un lycée répartis place du Roi-George et place de Maud'huy mais également sur Montigny-lès-Metz.

## Histoire

### Site de laplace du Roi-George
À l'origine, ce site était partie d'un ensemble de bâtiments militaires destinés au casernement des troupes construits à partir de 1890, dans un style assez classique, utilisant des briques rouges rappelant l'architecture de l'Allemagne du Nord. Les casernes, dites du Prince Frédéric-Charles, s'étendaient du boulevard Clemenceau à la place du Roi-George, l'ensemble subsiste aujourd'hui mais seule la caserne de Lattre-de-Tassigny a conservé sa vocation militaire, la caserne Barbot quant à elle abrite les établissements scolaires.
La proximité de l'ancienne gare permettait en cas de besoin d'avoir des troupes prêtes à embarquer dans les trains très rapidement. L'agencement et les aménagements du casernement sont aussi intéressants, puisque les dernières innovations du moment, en matière de confort et d'hygiène des hommes et des chevaux, ont été utilisées.
C'est après la Seconde Guerre mondiale, en 1949, que ces casernes ont été transformées en un établissement scolaire. Ce dernier comprend aujourd'hui plusieurs établissements : le collège Barbot dans un bâtiment plus récent à l'est, la direction des services départementaux de l'Éducation nationale (anciennement inspection académique) de Moselle au sud et la cité scolaire Georges-de-la-Tour, occupant le reste des bâtiments par des classes de collège, de lycée, un internat et une cantine, qui présente la particularité d'abriter une fresque peinte par le peintre messin Camille Hilaire.

### Site de laplace de Maud'huy
Construits en 1910 sous le nom de Höhere Mädchenschule (École supérieure de jeunes filles en allemand) de Metz par l'administration allemande, les bâtiments de la place Maud'huy s'inscrivent dans le projet de Neue Stadt initié par l'empereur Guillaume II d'Allemagne dans le début du XXe siècle. Le couple impérial et leur fille, la princesse Victoria-Louise, viennent inaugurer l'établissement le 29 juillet 1910.
Le bâtiment néobaroque se veut moderne et répondant aux demandes de l'époque en matière d'ergonomie, concernant la clarté et l'aération, mais aussi en matière d'équipements avec un gymnase ou Turnhalle. Après avoir servi d'hôpital militaire pendant la guerre de 1914-18, il est agrandi en 1933, alors nommé lycée Maud'huy. Une fresque d'Hélène Delaroche, épouse de Nicolas Untersteller, est peinte en 1932 sur la cheminée du grand hall.
Au cours de la Seconde annexion, l’établissement héberge de nouveau un hôpital militaire, ainsi que des bureaux de la Gestapo. À l'issue de la bataille de Metz, le 21 novembre 1944, l’armée américaine y installe des bureaux. Le bâtiment est rendu à sa destination première en janvier 1945. En 1947, Adrienne Thomas, femme de lettres allemande connue pour ses récits concernant la Première Guerre mondiale et ayant étudié dans le lycée, revient le visiter à l'occasion d'un séjour à Metz
Depuis 1959, les classes primaires qu’il abritait ont définitivement disparu et le nombre de classes s’est sensiblement accru. Les sections techniques qui ont commencé à s’implanter à partir de 1952 se développent avec la création, en 1965, d’une section de sciences médico-sociales, en 1967, de la filière des sciences biologiques, puis d'un B.T.S. d’économie sociale.
En 1966, il devient lycée Georges de La Tour, du nom du célèbre peintre de Vic-sur-Seille. C’est en 1971 que l’établissement devient mixte, la même année voyant la création d’un cycle de classes préparatoires aux grandes écoles, Lettres supérieures qui se verra compléter en 1975 d’une Première supérieure. À la fin des années 1970 c’est une classe préparatoire à Sciences-Po qui est inaugurée, puis en 1984 les classes préparatoires économiques et commerciales, mathématiques supérieures-biologie, et mathématiques spéciales-biologie. 
En 2009, près de 2 000 élèves sont scolarisés au lycée Georges-de-La-Tour, se répartissant dans ses nombreuses filières d’étude : les second cycles classiques et technologiques, les BTS, et les classes préparatoires (ECE, Khâgne LSH et BCPST).
Aujourd'hui, le site de Maud'huy abrite exclusivement des classes de lycée et l'ensemble des classes préparatoires, ainsi que l'ancien gymnase conservé mais peu utilisé, les cours de sports se déroulant le plus souvent dans des équipements extérieurs.

### Site deMontigny-lès-Metz
En 2010, l'ancien collège Bernanos de Montigny-lès-Metz fusionne avec le collège Georges-de-la-Tour et intègre ainsi la cité scolaire.

## Photographies

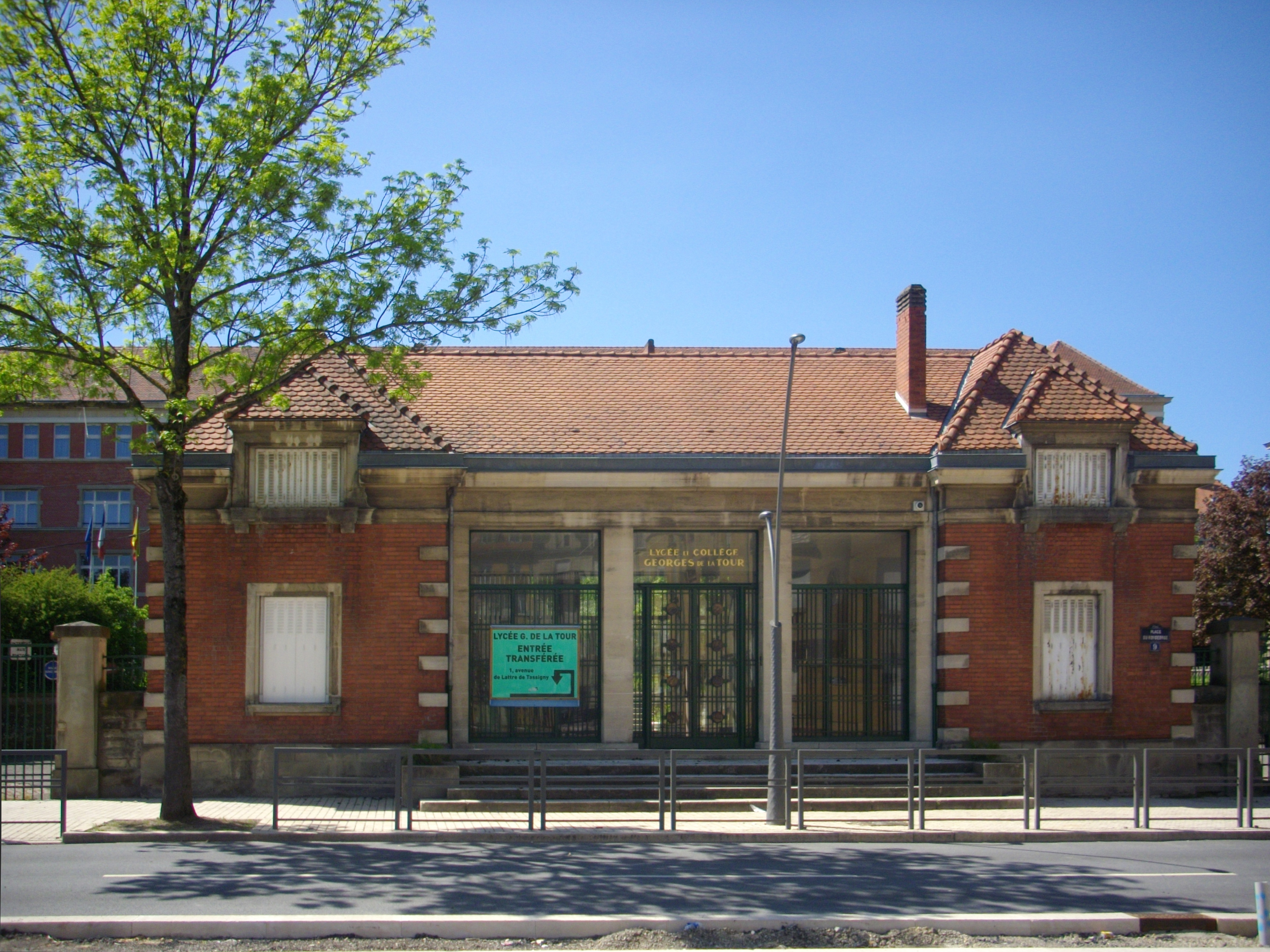
Loge de conciergerie du site de Roi-George, ancienne entrée de la caserne Barbot
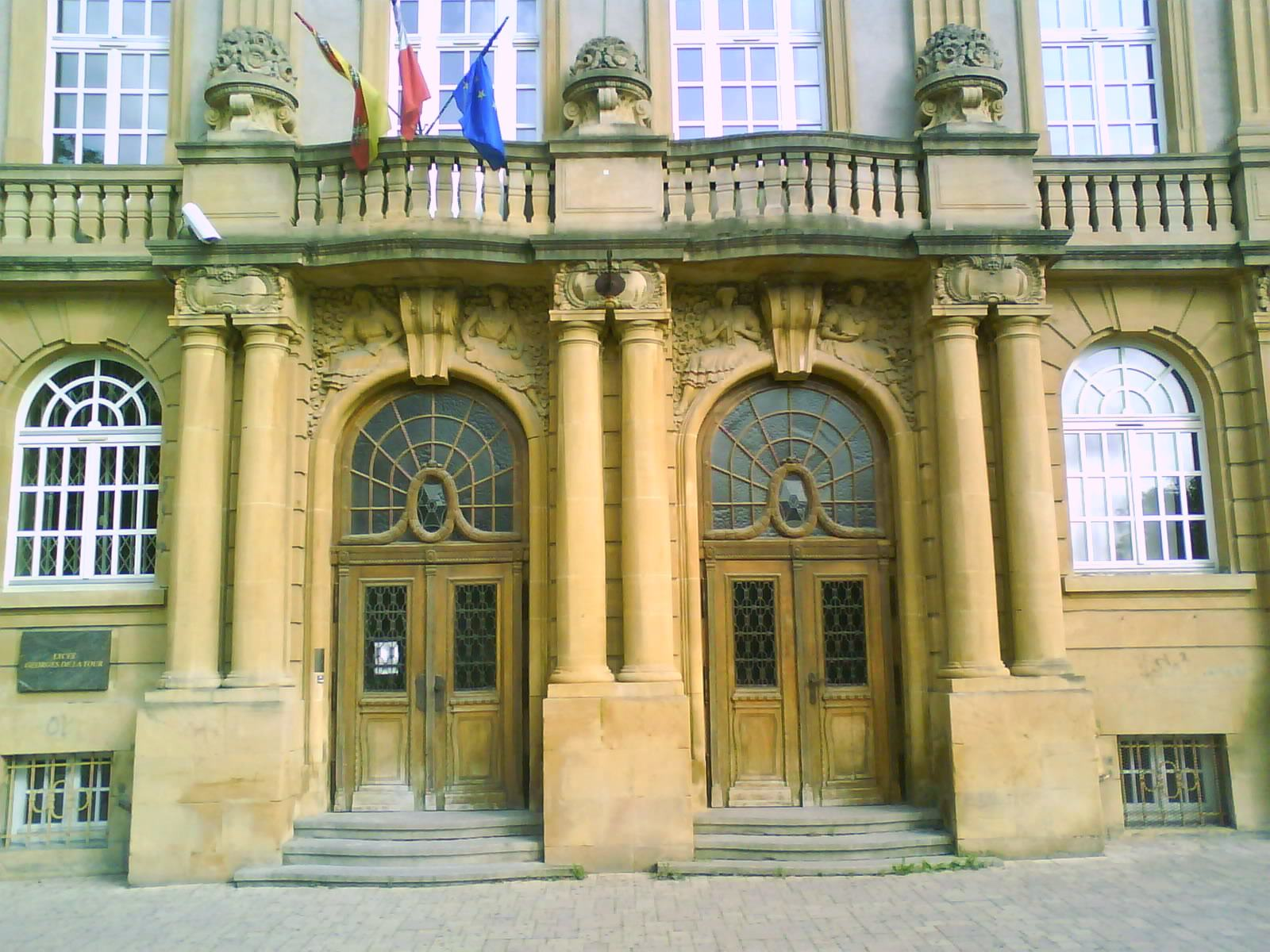
L'entrée principale, place de Maud'huy
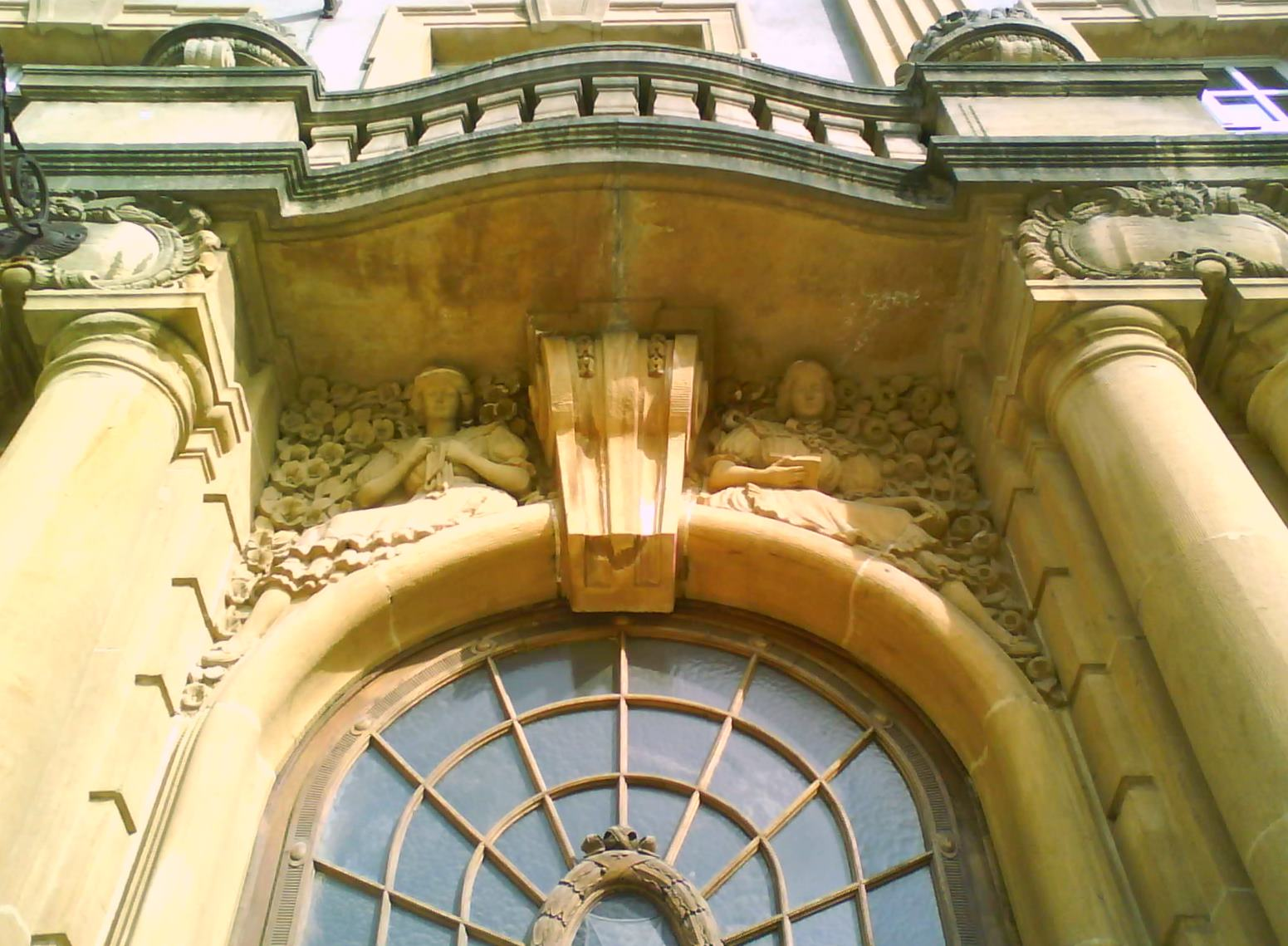
Détail au-dessus de l'entrée

## Situation actuelle

### Lycée

#### XXesiècle
En 1973, dans un objectif novateur d'initiation à l'informatique des élèves et enseignants intéressés, le lycée Georges-de-la-Tour, à Metz, fut éligible à l'opération dite « Expérience des 58 lycées » initiée par le ministère de l'Éducation nationale : utilisation de logiciels et enseignement de la programmation en langage LSE en club informatique de lycée,, pour 58 établissements de l’enseignement secondaire. À cet effet, dans une première phase, quelques professeurs du lycée, enseignants de diverses disciplines, furent préalablement formés de manière lourde à la programmation informatique. Puis, dans une seconde phase, l'établissement fut doté d'un ensemble informatique en temps partagé comprenant initialement : un mini-ordinateur français Télémécanique T1600 avec disque dur, un lecteur de disquettes 8 pouces, plusieurs terminaux écrans claviers Sintra TTE en temps partagé, un téléimprimeur Teletype ASR-33 (en) et le langage LSE implémenté ; tout ceci ayant permis de mettre en œuvre sur le terrain cette démarche expérimentale, avec du matériel informatique ultra-moderne pour l'époque.

#### XXIesiècle
En 2015, près de 2500 élèves sont scolarisés au lycée Georges-de-La-Tour, se répartissant dans ses nombreuses filières d’étude : les second cycles classiques et technologiques, les BTS, et les classes préparatoires (ECE, Khâgne LSH et BCPST).

### Classement du Lycée
En 2015, le lycée se classe 18e sur 38 au niveau départemental quant à la qualité d'enseignement, et 834e au niveau national. Le classement s'établit sur trois critères : le taux de réussite au bac, la proportion d'élèves de première qui obtient le baccalauréat en ayant fait les deux dernières années de leur scolarité dans l'établissement, et la valeur ajoutée (calculée à partir de l'origine sociale des élèves, de leur âge et de leurs résultats au diplôme national du brevet).

### CPGE
En même temps que le lycée devient mixte en 1971, s'y crée un cycle de classes préparatoires aux grandes écoles, Lettres supérieures qui se verra complété en 1975 d’une Première supérieure. À la fin des années 1970, c’est une classe préparatoire à Sciences-Po qui est inaugurée, puis en 1984 les classes préparatoires économiques et commerciales, mathématiques supérieures-biologie, et mathématiques spéciales-biologie.

Aujourd'hui, l'établissement propose des prépas de type Khâgne Lyon (ou LSH), ECE et BCPST.

### Classements des CPGE
Le classement national des classes préparatoires aux grandes écoles (CPGE) se fait en fonction du taux d'admission des élèves dans les grandes écoles. 
En 2015, L'Étudiant donnait le classement suivant pour les concours de 2014 :
| Filière | Élèves admis dans une grande école* | Taux d'admission* | Taux moyen sur 5 ans | Classement national | Évolution sur un an |
| --- | ----------------------------------- | ----------------- | -------------------- | ------------------- | ------------------- |
| ECE | 2 / 42 élèves                       | 5 %               | 1 %                  | 32eex-æquo sur 105  | 73                  |
| Khâgne LSH | 1 / 60 élèves                       | 2 %               | 4 %                  | 34e sur 73          | 16                  |
| BCPST | 8 / 42 élèves                       | 19 %              | 17 %                 | 44e sur 53          | 3                   |
| Source : Classement 2015 des prépas - L'Étudiant (Concours de 2014). * le taux d'admission dépend des grandes écoles retenues par l'étude. En filières ECE et ECS, ce sont HEC, ESSEC, et l'ESCP. Pour les khâgnes, ce sont l'ENSAE, l'ENC, les 3 ENS, et 5 écoles de commerce (HEC, ESSEC, ESCP, EM Lyon et EDHEC). En filières scientifiques, ce sont un panier de 11 à 17 écoles d'ingénieurs qui ont été retenus selon la filière (MP, PC, PSI, PT ou BCPST). |                                     |                   |                      |                     |                     |

## Personnalités liées
- Adrienne Thomas (1897-1980), femme de lettres germano-autrichienne. Elle revint visiter l'établissement scolaire, lors d'un séjour à Metz, en 1947[17];
- Zoé Cridlig (1906-1997), ancienne élève de l’ENS Sèvres, agrégée de mathématiques, professeure au lycée Racine à Paris, cette nord-mosellane d’origine fut la première directrice de l’établissement au retour de Metz à la France en 1944. Elle occupa le poste 27 ans. C’est sous sa direction que l’ancien « Lycée de jeunes filles » prit le nom de « Georges de la Tour » en 1966;
- Aurélie Filippetti (née en 1973), femme politique française, ancienne ministre de la Culture, députée de la Moselle et conseillère municipale de Metz
- Nathalie Griesbeck (née en 1956), femme politique française, députée européenne et conseillère générale de la Moselle;
- Loulou Robert (née en 1992), mannequin et écrivaine française;
- Thomas Clausi (né en 2001), entrepreneur français.
- Nicolas Klein (d) ancien élève de l'ENS Lyon et agrégé d'espagnol y enseigne